# Rósa Guðmundsdóttir
Rósa Guðmundsdóttir, född 1795, död 1855, var en isländsk poet. Hon är upphovsmakaren till flera välkända folkvisor på Island.